# Swiss Open Gstaad 2015
Swiss Open Gstaad 2015, oficiálně se jménem sponzora Swiss Open Gstaad presented by Visilab 2015, byl tenisový turnaj pořádaný jako součást mužského okruhu ATP World Tour, který se hrál na otevřených antukových dvorcích. Konal se mezi 27. červencem až 2. srpnem 2015 ve švýcarském Gstaadu jako 48. ročník turnaje.
Turnaj s rozpočtem 494 310 eur patřil do kategorie ATP World Tour 250. Nejvýše nasazeným hráčem ve dvouhře se stal čtrnáctý tenista světa David Goffin z Belgie, jenž ve finále podlehl Rakušanovi Dominicu Thiemovi. Deblovou soutěž opanoval bělorusko-uzbecký pár Aleksandr Buryj a Denis Istomin.

## Rozdělení bodů a finančních odměn

### Rozdělení bodů
| Soutěž       | vítězové | finalisté | semifinalisté | čtvrtfinalisté | 16 v kole | 32 v kole | Q  | Q3 | Q2 | Q1 |
| ------------ | -------- | --------- | ------------- | -------------- | --------- | --------- | -- | -- | -- | -- |
| dvouhra mužů | 250      | 150       | 90            | 45             | 20        | 0         | 12 | 6  | 0  | 0  |
| čtyřhra mužů | 250      | 150       | 90            | 45             | 0         |           |    |    |    |    |

### Finanční odměny
| Soutěž                              | vítězové | finalisté | semifinalisté | čtvrtfinalisté | 16 v kole | 32 v kole | Q3   | Q2   | Q1 |
| ----------------------------------- | -------- | --------- | ------------- | -------------- | --------- | --------- | ---- | ---- | -- |
| dvouhra                             | €80 000  | €42 100   | €22 800       | €12 990        | €7 655    | €4 535    | €730 | €350 | —  |
| čtyřhra                             | €24 280  | €12 760   | €6 920        | €3 960         | €2 320    | —         | —    | —    | —  |
| částka ve čtyřhře je uvedena na pár |          |           |               |                |           |           |      |      |    |

## Mužská dvouhra

### Nasazení
| Stát                             | Hráč                | ATP | Nasazení |
| -------------------------------- | ------------------- | --- | -------- |
| Belgie                           | David Goffin        | 14. | 1.       |
| Španělsko                        | Feliciano López     | 19. | 2.       |
| Rakousko                         | Dominic Thiem       | 26. | 3.       |
| Španělsko                        | Pablo Andújar       | 35. | 4.       |
| Brazílie                         | Thomaz Bellucci     | 41. | 5.       |
| Portugalsko                      | João Sousa          | 51. | 6.       |
| Španělsko                        | Pablo Carreño Busta | 56. | 7.       |
| Kolumbie                         | Santiago Giraldo    | 59. | 8.       |
| Žebříček ATP k 20. červenci 2015 |                     |     |          |

### Jiné formy účasti
Následující hráči obdrželi divokou kartu do hlavní soutěže:
- Marco Chiudinelli
- Henri Laaksonen
- Andrey Rubljov

Následující hráči postoupili z kvalifikace:
- Calvin Hemery
- Julian Reister
- Maxime Teixeira
- Horacio Zeballos

### Odhlášení
před zahájením turnaje
- Stan Wawrinka → nahradil jej Kimmer Coppejans

## Mužská čtyřhra

### Nasazení
| Stát                                                                        | Hráč                | Stát      | Hráč              | ATP  | Nasazení |
| --------------------------------------------------------------------------- | ------------------- | --------- | ----------------- | ---- | -------- |
| Španělsko                                                                   | Marcel Granollers   | Španělsko | Marc López        | 29.  | 1.       |
| Polsko                                                                      | Mariusz Fyrstenberg | Mexiko    | Santiago González | 99.  | 2.       |
| Rakousko                                                                    | Oliver Marach       | Pákistán  | Ajsám Kúreší      | 105. | 3.       |
| Rakousko                                                                    | Julian Knowle       | Rakousko  | Philipp Oswald    | 119. | 4.       |
| Žebříček ATP k 20. červenci 2015; číslo je součtem umístění obou členů páru |                     |           |                   |      |          |

### Jiné formy účasti
Následující páry obdržely divokou kartu do hlavní soutěže:
- Adrien Bossel /  Marco Chiudinelli
- Henri Laaksonen /  Luca Margaroli

## Přehled finále

### Mužská dvouhra
- Dominic Thiem vs.  David Goffin, 7–5, 6–2

### Mužská čtyřhra
- Aleksandr Buryj /  Denis Istomin vs.  Oliver Marach /  Ajsám Kúreší, 3–6, 6–2, [10–5]